# Blitz Union
Blitz Union ist eine tschechische Synth-Rock-Band, die 2019 in Prag gegründet wurde. Sie besteht aus vier ehemaligen Bandmitgliedern der tschechischen Hard-Rock-Band The Snuff.

## Bandgeschichte
Offiziell gegründet wurde Blitz Union im Jahr 2019. Die Band setzt sich zusammen aus den Gebrüdern Marek „Mark Blitz“ (Gesang) und Tomáš „Shodushi“ Kučera (Gitarre) sowie Jan „Schtorm“ Šorm (Bass) und Matyáš „Gøvernor“ Verner (Schlagzeug), alles ehemalige Mitglieder der tschechischen Hard-Rock-Band The Snuff. Die vier Mitglieder kennen sich von Kindheit an. Entdeckt wurde die Band von dem ehemaligen Musikproduzent Doug Goldstein von Guns N’ Roses, mit dem es jedoch zu Meinungsverschiedenheiten kam und der die Band dem Musikproduzent Steve Thomson, der unter anderem für Madonna, Korn und Guns N’ Roses produziert, empfahl. Vor ihrer offiziellen Gründung, schrieben die Mitglieder zusammen mit Thomson an der EP Revolution, die zwei Jahre später vom Musiklabel Dreamstart Music & Management im Jahr 2019 veröffentlicht wurde. Anfang des Jahres 2019 gab die Band ihre Gründung bekannt und spielte ihr erstes Konzert auf dem Musexpo Showing Festival und trat kurz darauf im Nachtclub Whisky a Go Go als Vorband für die Rockband Alien Ant Farm auf. Daraufhin traten sie auf mehreren kleineren Festivals in Tschechien auf und wurden später bei zwei Konzerten die Vorband der Neue-Deutsche-Härte-Band Oomph!.
Während der COVID-19-Pandemie im Jahr 2020 schrieb Blitz Union weitere Songs und veröffentlichten diese aus der Videoplattform YouTube als Musikvideos und auf den Musik-Streaming-Diensten Spotify sowie Amazon Music. Die Single Plastic machte den venezolanischen DJ Zardonic auf die Band aufmerksam. Er mixte sowohl Plastic als auch die Debüt-Single Revolution neu ab und veröffentlichte die beiden Remixversionen auf seinem YouTube-Kanal. Seitdem besteht zwischen ihnen eine regelmäßige Kooperation. Aufgrund dieser Zusammenarbeit entstand auch eine Zardonic-Version der Single Money Crazy World.
Aus einer ursprünglich für das Jahr 2021 geplanten EP unter dem Titel Not Proud entstand später das erste Album von Blitz Union. Am 26. November 2021 veröffentlichte die Gruppe das Debüt Absolution, das zusätzlich zu den Liedern von Not Proud noch drei weitere Lieder sowie einen Bonus-Track enthielt. Später koppelten sie noch die Lieder Get up und S.V.P.D.A. als Singles aus. Im darauf folgenden Jahr tourte Blitz Union in einer Mini-Tour durch die Vereinigten Staaten und arbeiteten an neuem Songmaterial. Auf dem Plage Noire traten sie in diesem Jahr ebenfalls auf. Aufgrund des Erfolgs der Single Plastic entschied die Band sich, eine EP mit dem Lied in mehreren Sprachen zu veröffentlichen.
2023 ging Blitz Union als Vorband der deutschen Mittelalter-Rock-Band Subway to Sally auf Tournee. In dieser Zeit veröffentlichten sie die Singles Attention (Leave Me Alone), Freak und Anthem. Auch veröffentlichten sie eine Coverversion des Hits Band A-ha The Sun Always Shines on T.V. Sie traten auch auf dem kleinen Rockfestival Wigwam Getöse im Club Manitu in Forst sowie auf dem M’era Luna Festival auf.
2024 tourte Blitz Union als Vorband der Dark-Rock-Band Lord of the Lost während der Europa-Jubiläumstour 15 years of Lord of the Lost. In dieser Zeit erschien die Single Blitzcoin. Auch eröffnete Blitz Union das Stadtfest Eisenhüttenstadt zusammen mit den Rockbands Mulburry Sky und Moon Shot. Anfang September traten sie auf dem Wassenrock Open Air Festival in Wassenberg auf.

## Stil

### Musik
Blitz Union vereint modernen Alternative Rock mit elektronischer Musik. Selbst bezeichnet die Band den Stil als EDM-Rock. Bei Konzerten werden nur Bass, Gitarre und Schlagzeug direkt gespielt. Bassist Schtorm benutzt einen fünfsaitigen Bass. Die elektronischen Komponenten sind immer ein Playback. Der Gesang umfasst eine breite Reichweite. Es wird sowohl im Falsett (The Truth), als auch im Screaming (Revolution) gesungen.

### Texte
Die Texte von Blitz Union behandeln gesellschaftskritische Themen. So handeln die Lieder von Homophobie, Machtmissbrauch, Fake News, Korruption und ähnlichen Themen. Besonderes Augenmerk wurde auf das Lied Hotel India Victoria, dessen Titel im Natoalphabet geschrieben wurde, gelegt. Mit diesem Lied wollten sie Aufmerksamkeit auf HIV lenken, das in ihren Augen langsam in der Gesellschaft untergehen zu scheint, trotz der stets gleichbleibenden Gefahr.

### Bühnenauftreten
Auf der Bühne tragen die vier Bandmitglieder eine Mischung aus schwarzen Stiefeletten und schwarzen Hosen. Alle haben schwarze Oberteile an. Mark trägt zusätzlich einen Plastikharnisch und einen Langarmhandschuh. Auf der Bühne steht meist zu bestimmten Liedern noch Mr. Blitz als mystische Figur. Dessen Outfit besteht ebenfalls aus schwarzer Kleidung, einem schwarzen Mantel und Lederhandschuhen. Man sieht nie sein Gesicht, da es von der Blitz Union Maske vollständig verdeckt wird.
Die Band hat sich hinzukommend mit Mr. Blitz eine Begleitfigur geschaffen. Mark Blitz habe als Kind eine Vision von einer ominösen Gestalt namens Mr. Blitz. Von dieser erfahre er die Themen, die die Band in ihren Liedern behandeln soll. Nur Mark Blitz könne mit Mr. Blitz kommunizieren. In den Booklets ihrer Alben werden Hinweise auf die Geschichte um Mr. Blitz geben. Auf den Konzerten begleitet Mr. Blitz die vier Bandmitglieder auf der Bühne und schwingt bei den Bandhymnen die Fahne von Blitz Union.

## Diskografie
Alben
- 2021: Absolution

EPs
- 2019: Revolution
- 2022: Plastic (Language Versions)

Singles
- 2022: Not Proud (To Be a Human Being) (acoustic)
- 2023: Attention (Leave Me Alone)
- 2023: The Sun Always Shines on T.V.
- 2023: Freak Anthem
- 2024: Blitzcoin